# 邁克·廷德爾
米高·詹姆斯·廷德爾 MBE（1978年10月18日—），通常被稱為米克·廷德爾（英語：Michael James Tindall），是英格蘭前橄欖球球員。廷德爾曾為巴斯橄欖球俱樂部和格洛斯特橄欖球俱樂部擔任外側中鋒，並在2000年至2011年間為英格蘭出賽75場。他是英格蘭贏得2003年世界盃冠軍的隊伍成員之一。
廷德爾於2000年2月5日對陣愛爾蘭的2000年六國錦標賽中首次代表英格蘭出賽。除了贏得2003年世界盃外，他也是英格蘭贏得2003年六國錦標賽冠軍的隊伍成員。他在2007年世界盃橄欖球賽期間受傷。廷德爾從2000年至2011年間共參加了11次六國錦標賽。廷德爾於2011年與長公主安妮的女兒、查理斯三世最年長的外甥女扎拉·菲利普斯結婚，兩人育有三名子女。

## 早年生活
1978年10月18日，米高·詹姆斯·廷德爾出生於西約克郡奧特利的沃夫代爾醫院，父親菲利普·廷德爾（Philip Tindall）是巴克萊銀行的銀行家，母親琳達·謝潑德（Linda Shepherd）是一名社工。廷德爾的母系祖先包括製靴匠、石匠和織工；他的曾祖父亞瑟·薩特克利夫·廷德爾（Arthur Sutcliffe Tindall）是一名鐵匠，其祖父威廉·廷德爾（William Tindall）是一名農場主，在費爾本擁有105英畝土地。
廷德爾曾就讀於獨立公立學校域飛伊利沙伯女王文法學校，而他的父親則是奧特利橄欖球聯盟俱樂部的隊長。

## 運動生涯

### 首次亮相
他在完成學業後，以巴斯橄欖球俱樂部成員身份成為職業球員。他加入巴斯學院（Bath Academy），並於1997年10月18日，即19歲生日當天，首次亮相最高級別賽事，對陣布里斯托熊隊，出場6分鐘。同年12月14日，他在對陣薩拉森人橄欖球俱樂部的比賽中完成首次全場出戰。一年後的1998－1999年度賽季，他於1998年11月21日對陣哈林奎斯橄欖球俱樂部時再度打滿全場。從4月17日至5月1日，他連續三場比賽出戰且每場均達陣得分。他總計出賽八場聯賽，而巴斯橄欖球俱樂部最終僅排名聯賽第六，冠軍由萊斯特虎奪得。由於英格蘭俱樂部為抗議賽事組織而集體退賽，巴斯未能參加1998年至1999年歐洲橄欖球冠軍盃。
在1999－2000年度英格蘭橄欖球超級聯賽賽季中，他出戰了球隊全部22場比賽並完成6次達陣。巴斯兩度敗給萊斯特虎後屈居亞軍；萊斯特以18勝1平3負的戰績在聯賽中勝出。這是廷德爾的首個完整賽季。英格蘭球隊重返歐洲橄欖球冠軍盃，巴斯與法國的土魯斯體育場、意大利的佩特拉卡橄欖球隊及威爾士的斯旺西橄欖球俱樂部同組。土魯斯客場以32比25擊敗巴斯，但巴斯在主場成功復仇。22歲的廷德爾完成歐洲杯首秀。巴斯以9比10客負斯旺西，而土魯斯以全勝戰績晉級。巴斯在客場以19比14戰勝土魯斯，廷德爾出戰5場，僅缺席對陣佩特拉卡的比賽。

### 2000年至2002年

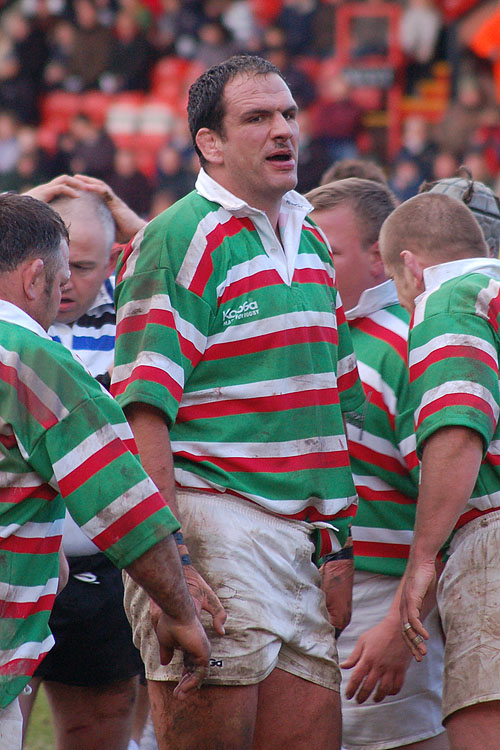
馬丁·約翰遜 (橄欖球)代表的萊斯特虎在2001年以22比10擊敗巴斯。

廷德爾入選了參加首屆六國錦標賽的隊伍。他於2000年2月5日在2000年六國錦標賽對陣愛爾蘭國家橄欖球隊的比賽中，首次代表英格蘭國家橄欖球隊出場。他參加了全部五場比賽，並在對陣愛爾蘭時完成了一次精彩的達陣。儘管英格蘭最終奪冠，但由於在最後一場比賽中輸給蘇格蘭國家橄欖球隊，未能完成橄欖球大滿貫。同年6月，他隨隊前往南非巡迴賽，在布隆方丹對陣南非國家橄欖球隊，並以27比22擊敗對手。
在2000年12月30日舉行的2000年至2001年英格蘭橄欖球超級聯賽中，薩拉森人對陣巴斯的比賽中，他完成兩次達陣，幫助球隊以31比11在維卡拉格路體育場獲勝。此前巴斯以16比17輸給李斯特虎，廷德爾此舉意在回應批評，特別是評論員兼前球員史都華·巴恩斯的言論。該賽季巴斯最終排名聯賽第三，晉級首次引入的「蘇黎世錦標賽」季後賽階段。廷德爾的隊友們先後在四分之一決賽以18比9淘汰紐卡斯爾獵鷹隊，半決賽以36比31擊敗倫敦黃蜂隊，但決賽中以10比22不敵李斯特虎。
儘管廷德爾被視為2001年英國及愛爾蘭雄獅隊澳洲之旅的潛在候選人，但最終因膝傷落選。
2001年底，廷德爾入選英格蘭隊對陣南非國家橄欖球隊的11月賽事陣容，見證了玫瑰軍團以29-9獲勝。教練選擇麥克·卡特與威爾·格林伍德搭檔中場。在對陣羅馬尼亞國家橄欖球隊時，廷德爾與格林伍德首發，助球隊以創紀錄的134比0取勝，其中他個人完成兩次達陣。
在2022年六國錦標賽中，廷德爾重返英格蘭隊。球隊先後擊敗蘇格蘭和愛爾蘭，但在法蘭西體育場不敵法國。雖然之後戰勝威爾斯和意大利，但法國隊完成大滿貫。2001至2002年賽季對巴斯和廷德爾而言極為艱難，球隊在12支隊伍中排名第11，客場全敗且主場四負。
廷德爾參與了11月的測試賽，英格蘭隊在特威克納姆體育場連續三週擊敗南半球強隊：先是以31比28戰勝新西蘭，接著以32-31險勝澳洲，最後以53比3橫掃南非。

### 2003年大滿貫與世界盃

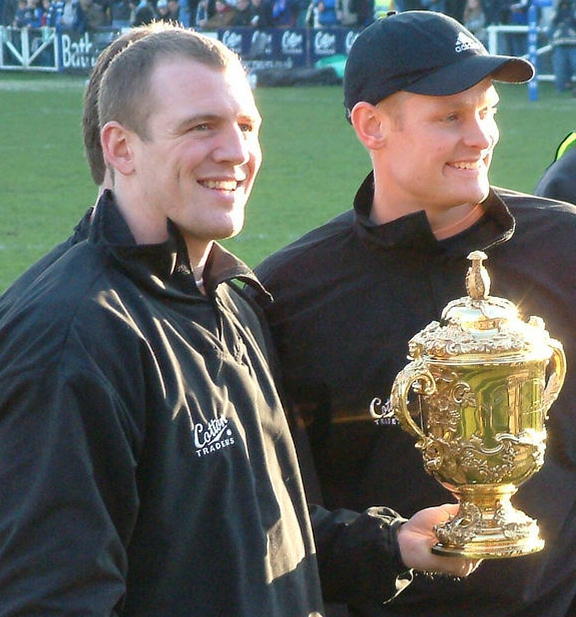
同為巴斯俱樂部及英格蘭國家隊隊友的邁克·廷德爾與伊恩·巴爾肖手持世界盃獎盃。位於兩名球員之間的邁克·卡特被遮擋。

2003年，廷德爾接連贏得兩項重要冠軍。他再次入選參加2003年六國錦標賽。在2003年2月的開幕戰中，英格蘭以25比17擊敗法國，尊尼·韋健遜貢獻20分罰踢得分，傑森·羅賓遜則完成一次達陣。查理·霍森與威爾·格林伍德搭檔中場。英格蘭隊接著戰勝威爾斯。廷德爾被召回對陣意大利（他完成一次達陣）和蘇格蘭。與此同時，愛爾蘭也保持全勝：兩隊在蘭士登路球場的對決成為冠軍歸屬的關鍵戰。英格蘭以42比6大勝，廷德爾攻入制勝達陣，英格蘭以全勝戰績奪得六國錦標賽冠軍，這也是其生涯首座大滿貫。
在2002年至2003年英格蘭橄欖球超級聯賽中，巴斯表現平平，最終僅排名聯賽第11位。但廷德爾的隊友們在2002年至2003年歐洲挑戰盃打入決賽，挽回顏面，於米底捷斯基球場對陣倫敦黃蜂隊。比賽中黃蜂隊八號球員勞倫斯·達拉格里奧與巴斯鎖球員史蒂夫·博思威克爆發激烈衝突，後者多次擊打前者頭部，導致博思威克被罰出場。黃蜂隊以48比30獲勝（6次達陣對4次），廷德爾攻入一球挽回顏面。
六國賽後，英格蘭於6月展開南半球巡迴賽。球隊首先在惡劣天氣條件下於6月14日對陣紐西蘭，以15比13險勝。次週又以25比14擊敗澳洲，完成歷史性雙殺。廷德爾再次發揮關鍵作用。

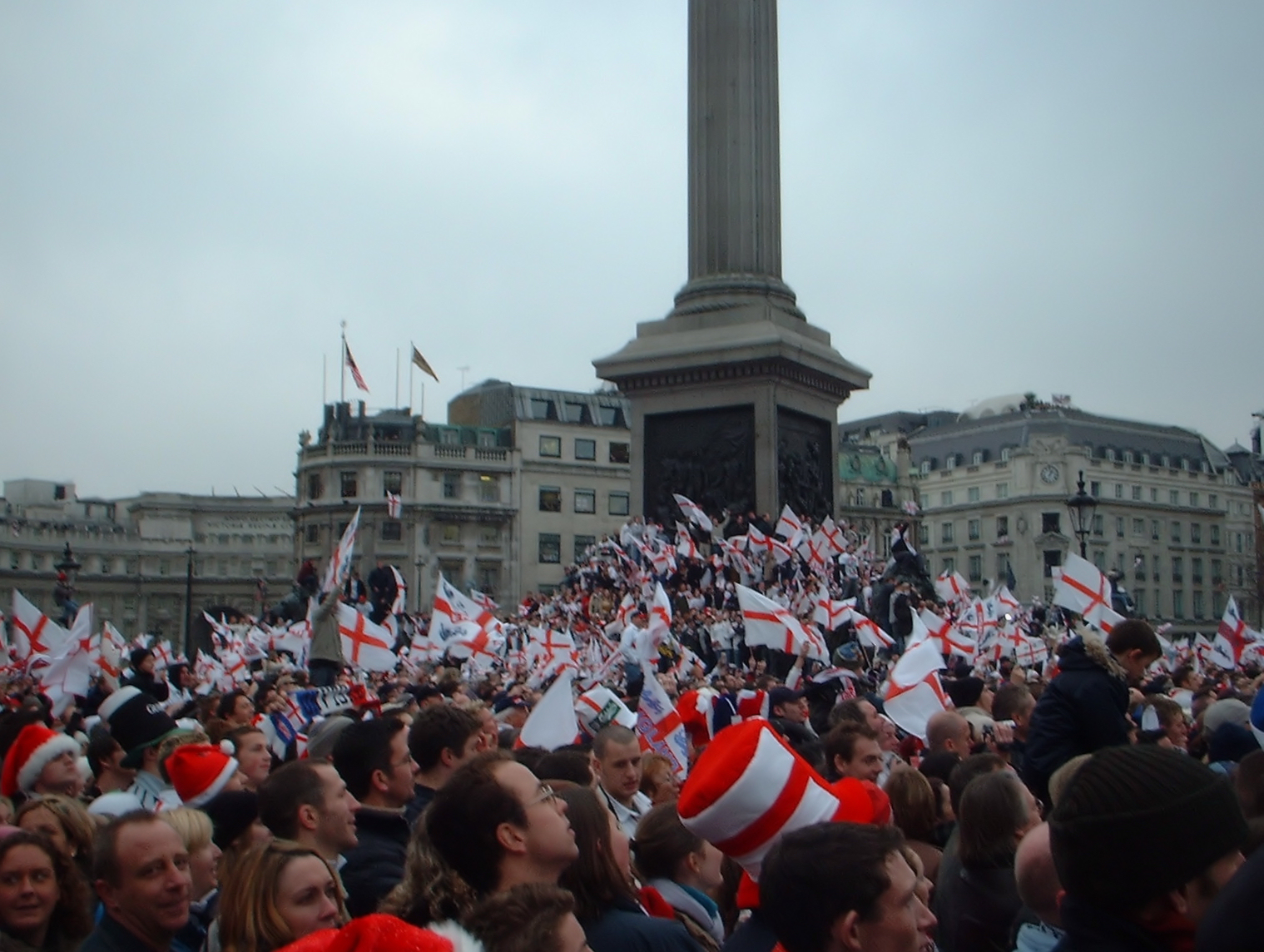
英格蘭奪得世界盃後在特拉法加廣場的慶祝活動。

10月，英格蘭在蘇比亞科球場開啟2003年世界盃橄欖球賽征程，首戰即以84比6輕取喬治亞。廷德爾與格林伍德搭檔中場並完成達陣。次輪小組賽對陣南非，威爾金森包辦全隊25分中的20分，格林伍德貢獻達陣，助球隊以25比6取勝。第三場對薩摩亞僅以35比22艱難取勝，隊長馬丁·強森嚴厲批評球隊表現。末輪對烏拉圭則以111比13大勝，廷德爾此役輪休。英格蘭以C組頭名晉級淘汰賽。
八強賽中，英格蘭在布里斯本體育場以28比17擊敗威爾斯。英格蘭在四強戰再遇法國，憑藉威爾金森包辦全隊24分與邁克·卡特擔任第二接球前鋒的戰術，以24比7取勝，廷德爾替補登場。決賽對陣澳洲，廷德爾首發登場，助英格蘭首奪世界盃冠軍。儘管大衛·坎佩塞等人批評英格蘭打法「乏味」，但廷德爾與隊友們仍成功捧起韋伯·艾利斯盃。

### 錦標賽決賽隊伍（2003年至2005年）

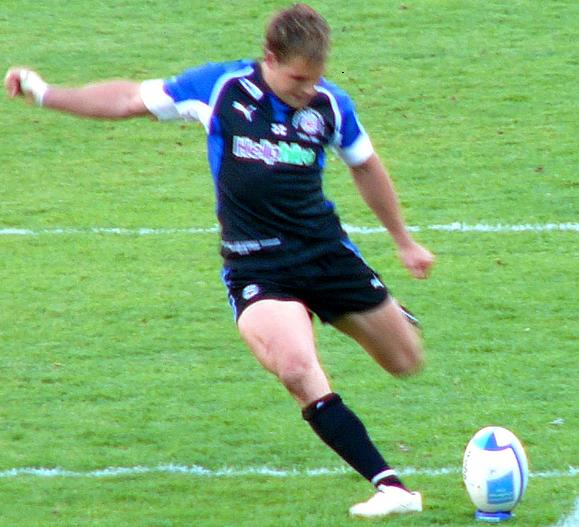
奧利·巴克利，廷德爾在2001至2005年間的俱樂部隊友。

在世界盃獲勝後，麥克·廷德爾重返巴斯參加已開賽兩個多月的英格蘭超級聯賽。他接著參加了歐洲挑戰盃首輪對陣拉奎拉的次回合比賽。隨後他代表英格蘭隊出戰對陣新西蘭野蠻人橄欖球俱樂部的慶祝世界盃勝利友誼賽，並成功達陣。2003年12月，他在俱樂部對陣薩拉森人的比賽中腳踝受傷，導致他錯過了2004年六國錦標賽初期賽事。在對陣愛爾蘭的13比19失利後，廷德爾被召回參加對陣威爾斯的比賽，最終英格蘭在特威克納姆體育場以31比21獲勝。英格蘭在六國賽最後一場以21比24敗給完成大滿貫的法國隊。
廷德爾入選了6月紐西蘭巡迴賽名單。紐西蘭分別以36比3和36比12大勝英格蘭。英格蘭隨後又以15比51慘敗給澳洲。在2004年秋季國際賽中，廷德爾入選並在對加拿大的進攻盛宴中達陣，幫助球隊以70比0大勝。隨後對陣南非的比賽中，查理·霍森獨得27分，助球隊取得對南非六連勝。
廷德爾在2004年10月30日對陣伦斯特橄榄球队的比賽中遭遇第二趾骨裂，並在12月4日負於貝納通橄欖球隊後肩部受傷，導致球隊未能晉級2004年至2005年歐洲橄欖球冠軍盃淘汰賽。由於肩足傷勢，他錯過了2005年六國錦標賽，並接受了足部手術。新傷勢使他僅在9至11月出賽6場並完成4次達陣，俱樂部最終在2004年至2005年賽季排名第四。儘管他本是2005年英國及愛爾蘭雄獅隊紐西蘭之旅的候選人，但傷勢使他無法成行。

### 2005年至2008年

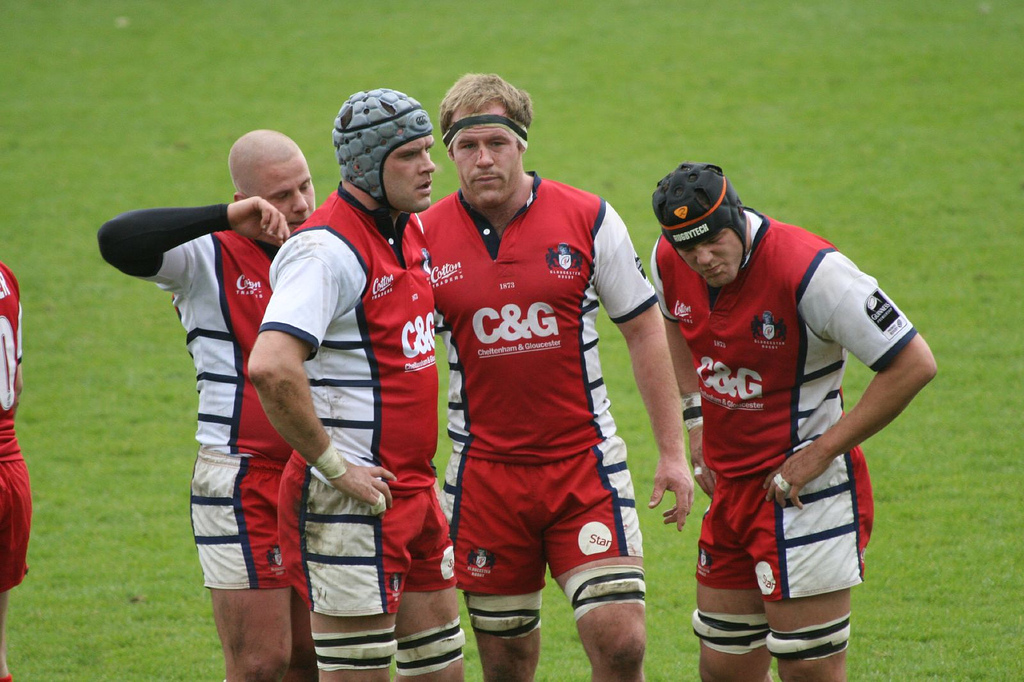
2005年11月，廷德爾在格洛斯特橄欖球俱樂部的新隊友。

2005年2月，他與鄰近的格洛斯特橄欖球俱樂部簽訂三年合約，並於同年夏季加入，原因是他與前俱樂部主席安德魯·布朗斯沃德（Andrew Brownsword）無法達成共識。經過八個月的休養，他於2005年8月的一場對陣卡爾維薩諾橄欖球隊的季前賽中復出，隨後在2005年至2006年英格蘭橄欖球超級聯賽首戰對陣伍斯特時代表新俱樂部登場。儘管競爭激烈，他仍於11月重返英格蘭隊參加測試賽。自2003年世界盃以來，英格蘭已換過九名中鋒，而廷德爾期間有過七名搭檔。
在2006年六國錦標賽中，廷德爾重返英格蘭隊，球隊以47比13擊敗威爾斯，其中廷德爾貢獻一次達陣。他隨後在對義大利的比賽中再次得分。但之後英格蘭遭遇三連敗：12比18負於蘇格蘭、6比31負於法國、24比28負於愛爾蘭。廷德爾因表現受質疑，儘管獲教練支持，仍在最後一場比賽中擔任替補。格洛斯特在2005年至2006年賽季排名第五，但以九戰全勝的成績贏得歐洲挑戰盃冠軍，決賽以36比34擊敗倫敦愛爾蘭人。
2007年，他重返英格蘭隊參加2007年六國錦標賽。英格蘭隊在新任主教練布萊恩·阿什頓執教下的首場比賽以42比20擊敗蘇格蘭。英格蘭隨後勉強戰勝義大利，但在克羅克公園對愛爾蘭的比賽中以13比43慘敗。他與復出的邁克·卡特搭檔對陣法國，以26比18取勝並完成首個達陣。後來，他因膝蓋感染缺席錦標賽末戰。  
在2006年至2007年英格蘭橄欖球超級聯賽對陣紐卡斯爾獵鷹的比賽中，廷德爾與托比·弗魯德碰撞導致右腿骨折。術後他積極復健，其俱樂部在聯賽第一階段排名榜首（他在22場中出賽12場）。隊友於準決賽以50比9大勝薩拉森人，但決賽不敵萊斯特虎。
布萊恩·阿什頓選擇不讓廷德爾參加2007年世界盃橄欖球賽：「邁克·廷德爾為了從傷病中恢復付出了巨大努力，並從上週開始跑步。但麥克已經數月未參加高水平的橄欖球比賽。」
格洛斯特成功晉級2007年至2008年歐洲橄欖球冠軍盃，並在小組賽首日以32比14擊敗愛爾蘭的阿爾斯特橄欖球隊。球隊攻入五次達陣並獲得進攻加分，廷德爾與隊友表現出色。他接伊恩·巴爾肖傳球後衝刺達陣。格洛斯特在主場擊敗魚鷹隊，並在客場以31比7戰勝布爾昆-雅利厄橄欖球運動俱樂部。廷德爾雖在比賽中脛骨受傷，但仍參加了次回合比賽，球隊以51比27取勝；晉級幾乎已成定局。魚鷹隊在主場以32比15取勝，但廷德爾和隊友在小組賽最後一場以29-21擊敗愛爾蘭省隊，確保了主場四分之一決賽的資格。2008年1月，他與俱樂部簽訂了一份為期三年的新合約。麥克·廷德爾對入選2008年六國錦標賽名單感到意外。他的俱樂部在聯賽中領先，他表示：「我們每週都在展現出色的表現。」然而，僅有三名球員入選32人名單：廷德爾、伊恩·巴爾肖和萊斯利·瓦尼科洛。截至2008年1月20日，廷德爾在聯賽中出場8次（共10場），並在歐洲盃的6場比賽中全勤。
2008年2月2日，在英格蘭對陣威爾斯的比賽中，廷德爾在第64分鐘遭受重擊。馬克·瓊斯的鏟球導致他肋骨移位，刺穿肺部並在肝臟上留下一個洞，需在哈默史密斯醫院接受兩天的重症監護，並提前結束他的賽季。他缺席了格洛斯特對明斯特橄欖球的歐洲盃四分之一決賽，對手以16比3取勝。廷德爾在4月康復，並於2008年4月12日重返俱樂部比賽，在對陣薩拉森人的39比15勝利中替補登場。一週後，他在對利茲泰克斯橄欖球俱樂部的39比16勝利中打滿全場。
廷德爾入選了英格蘭隊2008年6月的新西蘭之旅名單。英格蘭以20比37和12比44落敗。當新任主教練馬丁·約翰遜公布國家隊的32人名單時，廷德爾未入選，被降級至「薩克森人」預備隊。

### 2009年至2014年
2009年，廷德爾再次獲選參加2009年六國錦標賽。然而，在對陣義大利的開幕戰前的訓練週中，廷德爾因背部受傷退出，英格蘭以36比11獲勝。廷德爾在對陣威爾斯的比賽中取代傑米·努恩，英格蘭在對陣威爾斯的比賽中以15比23落敗，而馬丁·約翰遜因廷德爾和安迪·古德的兩張黃牌感到沮喪，這讓球隊付出了代價。英格蘭以13比14的比分再次敗給愛爾蘭，英格蘭隊的紀律問題導致球隊受罰，並激怒了教練。該隊在對陣法國的比賽中以34比10獲勝，上半場曾以29比0領先，在對陣蘇格蘭的比賽中以26比12獲勝，最終排名第二，落後於完成大滿貫的愛爾蘭隊。廷德爾與倫敦黃蜂隊的新西蘭裔球員瑞奇·弗魯蒂組成了中場搭檔。

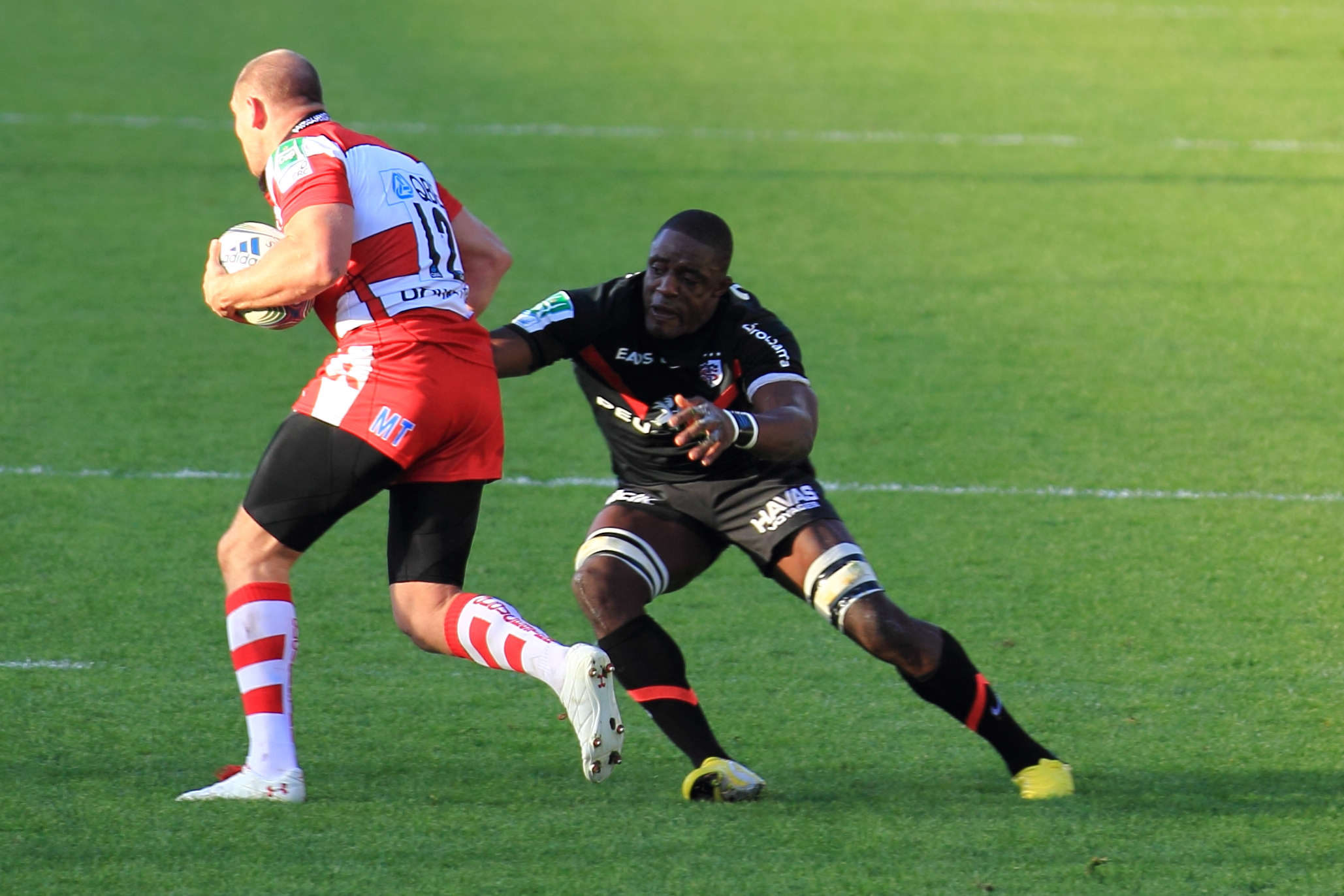
2011年11月13日，格洛斯特俱樂部以17比21敗給土魯斯體育場。

2009年3月28日，在英格蘭橄欖球盃準決賽中，格洛斯特以17-0戰勝魚鷹隊，但廷德爾在桑尼·帕克的擒抱中膝蓋受傷，而此時距離2009年雄獅隊巡迴賽名單公布僅剩數週。廷德爾入選國家隊的殷切希望破滅，威爾士八號球員加雷思·德爾夫接替他成為格洛斯特隊的隊長。
在2009年至2010年英格蘭橄欖球超級聯賽中，廷德爾於10月4日對陣利茲時再度受傷。在10月底塞爾鯊魚對陣格洛斯特的賽事中，廷德爾大腿傷勢復發，導致他遠離賽場近四個月。他在2月底格洛斯特47比3大勝塞爾鯊魚的比賽中復出，替補登場並出戰40分鐘。2010年3月，廷德爾重返英格蘭隊，參加在法蘭西體育場舉行的2010年六國錦標賽最後一場比賽，以對抗馬蒂厄·巴斯塔羅的強力進攻。法國隊以12比10獲勝並完成大滿貫。
廷德爾在6月的巡迴賽中重返英格蘭隊，並在對陣澳洲的前兩場測試賽中首發。他參加了新賽季的幾場比賽，隨後入選英格蘭隊對陣新西蘭的測試賽。他在對陣澳洲的比賽中首發出戰一小時，幫助球隊以35比18取得勝利。
廷德爾以中鋒兼隊長身份參加2011年六國錦標賽，在前四場比賽獲勝後，他因傷缺席最後一場比賽。隨後他入選2011年世界盃橄欖球賽陣容。在熱身賽中，他超越威爾·卡林的72次出場紀錄，成為英格蘭出場次數最多的中鋒。他參加了三場小組賽，但在英格蘭隊被法國隊淘汰的八強賽中缺席。在此期間，他的場外行為引發英國媒體強烈反應。世界盃後，由於這些越界行為，廷德爾被英格蘭橄欖球總會罰款並終身禁賽。廷德爾對總會決定提出上訴，罰款被減少且禁賽撤銷。他重返俱樂部，參加了兩場聯賽後對陣圖盧茲隊，雖然以17比21落敗，但給圖盧茲隊造成威脅。廷德爾參與了本隊的兩次達陣。賽季結束時，他要求簽訂兩年合同留在格洛斯特，但被俱樂部拒絕，一度傳出他將離隊。有傳言稱他可能轉會法國。最終，球員與俱樂部達成一年教練兼球員合同。次年他又簽訂了類似合同。賽季末，尊尼·韋健遜和伊恩·巴爾肖退役，使廷德爾成為2003年世界盃冠軍陣容中最後一位現役球員。但僅幾天後，廷德爾也宣布退役。

## 個人生活

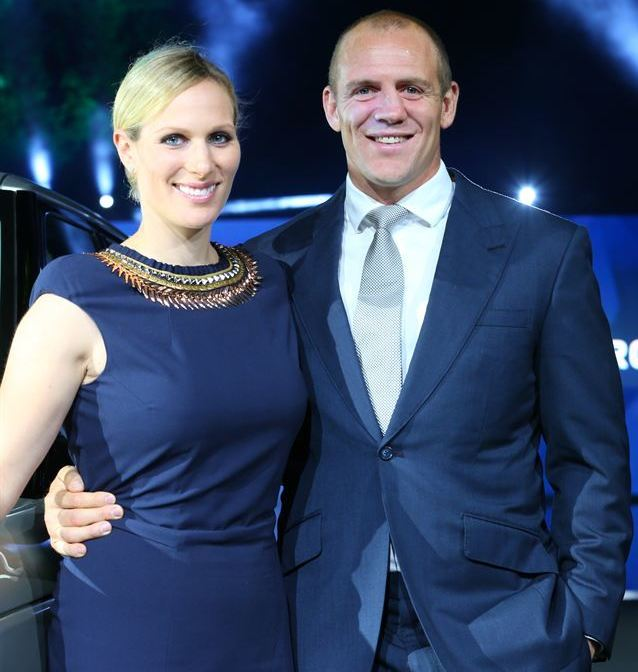
2012年的廷德爾與扎拉。

2010年12月21日，白金漢宮宣布廷德爾與扎拉·菲利浦斯（長公主安妮與前夫馬克·菲利浦斯之女）訂婚。菲利浦斯是伊利沙伯二世與愛丁堡公爵菲臘親王的外孫女，也是查理斯三世的外甥女。兩人相識於2003年澳洲世界盃橄欖球賽期間。婚禮於2011年7月30日在愛丁堡修士门教堂舉行，400名賓客出席，包括王室成員。
廷德爾夫婦原居於切爾滕納姆價值120萬英鎊的住宅，後搬至明欽漢普頓附近的加特康比莊園。他們的住所阿斯頓農場（Aston Farm）是莊園旁一棟七居室農舍。2014年1月17日，扎拉在格洛斯特皇家醫院產下一女，名為米婭·廷德爾。其後扎拉兩度流產，直至2018年6月18日在斯特勞德婦產醫院誕下次女莉娜·廷德爾。2021年3月21日，三子魯卡斯·廷德爾於加特康比莊園出生。
廷德爾有兩次酒駕前科。其鼻樑在球員生涯中至少骨折八次，2018年接受手術矯正。
2015年，廷德爾參加真人秀《極限挑戰》與《貝爾求生任務》。他與詹姆斯·哈斯凱爾、亞歷克斯·佩恩共同主持播客《橄欖球之家》（House of Rugby），後於2020年8月合作推出新節目《橄欖球榮耀與爭議》（The Good, The Bad & The Rugby）。
廷德爾參加《我是名人，救我出去！》，於2022年11月26日獲得第四名。2023年1月，神奇百萬宣布廷德爾將在其YouTube頻道主持訪談節目《邁克有話說》（Mike Drop）。

## 慈善及代言工作
廷德爾曾擔任多項慈善體育活動的主持人，其中包括每年由軍團基金會（Legion Foundation）贊助的高爾夫經典賽，旨在為“On Course基金會”和“英雄橄欖球”（Rugby for Heroes）籌集資金。2012年，廷德爾成為米德蘭茲空中救護服務（The Midlands Air Ambulance）的慈善大使。
2013年底，廷德爾成為在線交易公司“UFXMarkets”的品牌代言人。自2013年起，廷德爾每年主持一場名為“國際運動促進協會邁克·廷德爾名人高爾夫精英賽”（ISPS HANDA Mike Tindall Celebrity Golf Classic）的慈善高爾夫日活動，參與者包括來自橄欖球、高爾夫和娛樂界的人士，該活動旨在為幫助殘疾人士和治療帕金遜症的慈善機構籌集資金，例如馬特·漢普森基金會（Matt Hampson Foundation）和帕金遜症治療信託基金（Cure Parkinson's Trust），同時也支持協助軍人過渡到平民生活的組織，如“英雄橄欖球”。廷德爾同時是馬特·漢普森基金會和“英雄橄欖球”的主要贊助人。2021年，廷德爾共同創立了橄欖球葡萄酒俱樂部（The Rugby Wine Club），以幫助基層橄欖球俱樂部籌集資金。
2015年4月，廷德爾成為在線博彩公司必威的品牌代言人。
自2015年接觸體育權利組織的工作以來，廷德爾逐漸加深了與該組織的合作。2015年10月，他訪問了他們在加納阿克拉的一個項目，並表示這對他產生了深遠影響。2016年12月，廷德爾被宣布為慈善機構英國體育權利組織的運動員大使，該組織通過遊戲教育和賦能兒童，幫助他們克服貧困、衝突和疾病在弱勢社區中的影響。
2018年1月，他參與了《他們出發了！》節目，為體育救濟籌款。

## 外部連結
- 邁克·廷德爾在互联网电影资料库（IMDb）上的資料（英文）